# If We Only Knew
If We Only Knew è un cortometraggio muto del 1913 diretto da D.W. Griffith.

## Trama
Una tata, tutta intenta alla lettura di un libro, non si accorge che la piccola che le è stata affidata è uscita, avventurandosi fino alla spiaggia. Qui, perde la bambola e, in mare, viene soccorsa da un pescatore che la riporta a terra, offrendole rifugio nella sua povera capanna. Quando i genitori tornano a casa, la tata disperata li informa della sparizione della figlioletta. Le ricerche li portano alla spiaggia dove viene rinvenuta la bambola. Sembra essere il segno che la piccola è annegata. Ma un buon angelo ha vegliato su di lei e la bambina può tornare salva dai genitori.

## Produzione
Il film fu prodotto dalla Biograph Company.

## Distribuzione
Distribuito dalla General Film Company, il film - un cortometraggio di una bobina - uscì nelle sale cinematografiche statunitensi il 1º maggio 1913.